# テャチウ地区
テャチウ地区 （ウクライナ語: Тячівський район, Tiachiv Raion）は、ウクライナ西部・ザカルパッチャ州の東部に位置するラヨン（地区）で、行政庁所在地はテャチウ市である。
人口は2022年推計で183,756人。

## 概要
2020年7月18日、地方自治体行政区画改革により設置された地区で、従来の旧・テャチウ地区の全部と旧・ラヒウ地区の一部を管轄する。

## 下位行政区分
テャチウ地区には10のフロマーダ（領域共同体）がある。
1. ベデウリャ領域共同体（ウクライナ語版）
2. ブシティノ領域共同体（ウクライナ語版）
3. ヴィリヒウツィ領域共同体（ウクライナ語版）
4. ドゥボヴェ領域共同体（ウクライナ語版）
5. ネレスニツャ領域共同体（ウクライナ語版）
6. ソロトヴィノ領域共同体（ウクライナ語版）
7. テレスワ領域共同体（ウクライナ語版）
8. テャチウ領域共同体（ウクライナ語版）
9. ウフリャ領域共同体（ウクライナ語版）
10. ウスチ＝チョルナ領域共同体（ウクライナ語版）

## 市町村
テャチウ地区には64の市町村がある。

### 市
テャチウ地区の市はただ1つである。
1. テャチウ（Тячів）市

### 町
テャチウ地区には5つの町がある。
1. ブシティノ（Буштино）町
2. ドゥボヴェ（Дубове）町
3. ソロトヴィノ（Солотвино）町
4. テレスワ（Тересва）町
5. ウスチ＝チョルナ（Усть-Чорна）町

### 村
テャチウ地区には58の村がある。

## 注